# Guillaume Pelhisson
Guillaume Pelhisson (deutsch Wilhelm Pelhisson; † im 13. Jahrhundert) war ein Dominikaner, Chronist und einer der ersten Inquisitoren der nach dem Ende des Albigenserkreuzzugs in Südfrankreich (Languedoc) eingerichteten Inquisitionsgerichtsbarkeit.

## Leben
In mehreren Briefen vom April 1233 forderte Papst Gregor IX. die Provinzialprioren der Dominikaner in den Erzbistümern Auch, Bordeaux, Bourges und Narbonne auf, die Leitung der Inquisition zur Verfolgung und Aburteilung der Anhänger der Häresie, der sogenannten Katharer, zu übernehmen. Die Inquisition war bereits nach Ende des Albigenserkreuzzugs 1229 eingerichtet worden, war zunächst aber in der herkömmlichen bischöflichen Gerichtsbarkeit integriert, die sich bei der Verfolgung der Katharer allerdings als unzureichend erwiesen hatte. In dem Predigerorden der Dominikaner hatte der Papst hingegen die intellektuelle Herausforderung par excellence an die Häresie erkannt, dem nun dauerhaft die Führung des Kampfs gegen sie anvertraut werden sollte. Damit wurde die institutionelle Inquisitionsgerichtsbarkeit im eigentlichen Sinne in Frankreich eingeführt. Noch im selben Jahr 1233 legten die Provinzialprioren des Ordens dem päpstlichen Legaten Jean de Bernin ihre Listen mit den Namen der ersten Ordensbrüder vor, die mit der Leitung der Untersuchungsverfahren (lateinisch inquisitio) betraut werden sollten. Der aus Toulouse stammende Guillaume Pelhisson wurde zusammen mit Arnaud Cathala für die Diözese Albi nominiert. Für Toulouse und Cahors waren es Guillaume Arnaud und Pierre Seilan und für Carcassonne waren es Ferrer und Pierre d’Alès. Sie alle wurden zu Jahresbeginn 1234 von dem Legaten bestätigt.
Pelhisson war der beigeordnete Amtskollege des Arnaud Cathala und beide wurden noch im Jahr 1234 in Albi beinahe von einem Mob der Einwohner zu Tode geprügelt, als Cathala als eine seiner Amtshandlungen den Leichnam einer bekannten Katharerin aus dem örtlichen Friedhof eigenhändig exhumieren wollte. Neben rund einem Dutzend Verurteilungen zu Bußreisen in das Heilige Land ließen Cathala und Pelhisson im selben Jahr zwei bekennende Katharer an die weltliche Justiz überstellen, was den Tod auf dem Scheiterhaufen (Autodafé) bedeutete. Dies sind die zwei ersten aktenkundigen Todesurteile, die die Inquisition im Languedoc aussprach. Mit solchen Maßnahmen brachte die Inquisition die Bevölkerung der gesamten Region gegen sich auf. Die angespannte Lage eskalierte in Toulouse am 5. November 1235 in der gewaltsamen Vertreibung aller Dominikaner, Inquisitoren und Weltgeistlichen aus der Stadt. Pelhisson war an diesem Tag persönlich im tolosanischen Dominikanerkonvent zugegen und wurde mit seinen Mitbrüdern von den aufgebrachten Bürgern über die Garonnebrücken regelrecht aus der Stadt gejagt. Erst nach einer scharfen Intervention des Papstes konnten die Dominikaner und mit ihnen die Inquisitoren am 4. September 1236 wieder ihren Konvent in Toulouse beziehen und ihre Arbeit aufnehmen. Pelhisson wurde nun Pierre Seilan für die Diözese Cahors beigestellt.
Guillaume Pelhisson verfasste über seine Tätigkeit als Inquisitor eine Chronik, in der er seine Arbeit wie auch die politischen Ereignisse im Languedoc, deren Augenzeuge er war, akribisch dokumentierte. Sie beginnt im Jahr 1229 mit dem von Romano Bonaventura geleiteten Konzil in Toulouse, auf dem die Einführung der Inquisition beschlossen wurde, und endet im Jahr 1244 mit dem Fall des Montségur.

## Ausgaben
- englische Übersetzung in: Heresy, Crusade and Inquisition in Southern France, 1100–1250, hrsg. von Walter L. Wakefield, University of California Press 1974.
- französische Übersetzung in: Guillaume Pelhisson, Chronique (1229–1244) suivie de récit des troubles d’Albi (1234), hrsg. von Jean Duvernoy, Paris 1994.